# Spilosmylus sumatranus
Spilosmylus sumatranus is een insect uit de familie watergaasvliegen (Osmylidae), die tot de orde netvleugeligen (Neuroptera) behoort. 
Spilosmylus sumatranus is voor het eerst wetenschappelijk beschreven door Krüger in 1914. De soort komt voor in Sumatra.